# Morten Hegreberg
Morten Hegreberg (Stavanger, 11 de juny de 1977) va ser un ciclista noruec, professional des del 2000 al 2008. Un cop retirat es va dedicar a la direcció esportiva.
El seu germà Roy també s'ha dedicat al ciclisme.

## Palmarès
- 1995
  -  Campió de Noruega júnior en ruta
- 2000
  - Vencedor d'una etapa al Gran Premi Ringerike
- 2005
  - Vencedor d'una etapa al FBD Insurance Rás
- 2006
  -  Campió de Noruega en contrarellotge per equips
  - Vencedor d'una etapa al FBD Insurance Rás